# Gobelins
Pour les articles homonymes, voir Gobelin.

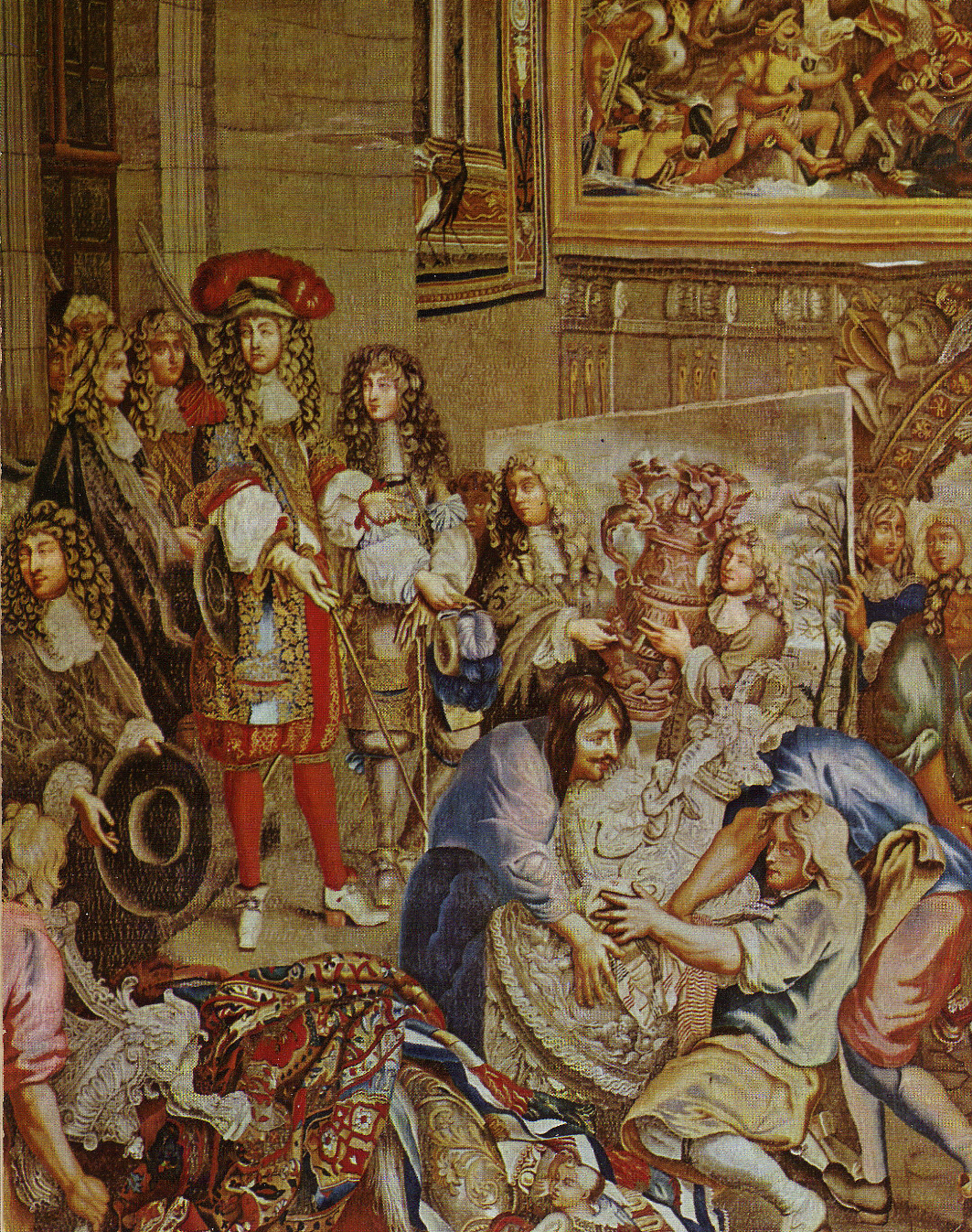
Louis XIV visitant la manufacture des Gobelins, avec son frère, le duc Philippe d'Orléans, en 1667.

Les Gobelins est actuellement un terme générique. Situé très à l'ouest de la Bièvre, l'ancien moulin des Gobelins mentionné sur le plan de Truschet et Hoyau, repris par Belleforest, est un moulin à vent  appartenant à une fort illustre famille.

## Histoire
Gobelin est le nom d'une famille de teinturiers, vraisemblablement originaire de Reims, venue s'établir au milieu du XVe siècle dans le faubourg Saint-Marcel à Paris, afin d'exploiter son procédé exclusif sur les bords de la Bièvre. À la suite d'un décret de 1336 pour préserver Paris, les activités sales et polluantes — abattoirs, tanneries, teintureries, provoquant un air irrespirable — sont déplacées aux confins de la capitale soit au bourg Saint-Marcel, aux limites de la capitale, dans le périmètre de l'actuel XIIIe arrondissement.
La première mention du nom de Gobelin remonte donc au mois d’août 1443, lorsque Jehan Gobelin — taincturier en escarlate — prit à loyer une maison de la rue Mouffetard « À l’enseigne du cygne ».  Spécialiste du rouge à « l'écarlate » et de la laine teinte, il fait construire ensuite un atelier donnant sur la Bièvre qui s'écoule alors en plein air. La réputation — sans doute usurpée — de cet affluent de la Seine, très riche en azote, permet d’obtenir d'éclatantes couleurs au point que l'excellente qualité des draps éclipse petit à petit les teintureries voisines. 
Au 5 août 1525, toute l'actuelle rue des Gobelins — sauf le no 7, possession du chapitre de Saint-Victor — appartient à la famille Gobelin. La Folie-Gobelin où logeaient — à proximité immédiate de la fabrique des draps de couleur — les treize enfants de Jehan Gobelin devient donc célèbre : dès avant sa mort, en 1476, et durant un siècle et demi, lui et sa descendance restent ancrés dans les mémoires grâce à leur immense réussite entreprenariale. Ainsi devenus fort aisés, certains membres de la troisième génération de la famille Gobelin, achètent des terres, des charges dans l’administration royale ; ils avaient auparavant contracté de belles alliances avec les Le Peultre, les Canaye,, les Charpentier entre autres familles influentes voisines. 
Jusque vers 1600 séparés par une ruelle, les établissements des concurrents Canaye et d'autres maisons sont rattachés aux divers bâtiments — dont la Maison d'en haut — que possédait cette famille au point de former ce qui sera plus tard l'enclos des Gobelins au fur et à mesure des transformations et achats décidés par Jean-Baptiste Colbert, au nom de Louis XIV. 
Le 29 avril 1601, s'associent et obtiennent un privilège exclusif les tapissiers flamants François de La Planche et Marc de Comans qui s'installent « dans une grande maison où antiennement se faisoit teinture » afin de réaliser des tapisseries façon de Flandres. 
C'est ainsi que depuis plus de trois siècles, on confond la Manufacture royale des meubles et des tapisseries de la Couronne (créée en avril 1601 sous Henri IV à l'instigation de Barthélémy de Laffemas et toujours en activité) avec la manufacture dite royale de teinture et de draps fins. Laquelle eut également, à partir des années 1660, une grande renommée sous l'impulsion du hollandais Jean Glucq et de son neveu Jean Jullienne mais périclita définitivement au tout début du XIXe siècle. Mitoyennes, elles constituaient l'enclos des Gobelins agrandi et doté par Colbert à partir de pour y attirer les meilleurs teinturiers, tapissiers, peintres, graveurs, orfèvres, lapidaires, ébénistes, statuaires et fondeurs.